# Campolina (sobrenome)
O nome Campolina sobre a arcaica forma de Campelina mais de 500 anos de história na Europa, nomeadamente em Portugal.

## Origem do nome
O primeiro Campolina do qual se tem notícia, no Brasil, foi o português Manuel Antônio da Silva Campolina, nascido em 26 de junho de 1750 no lugar de Amares, freguesia de São Miguel de Fiscal, termo de Amares, arcebispado de Braga. Em Portugal de origem tinha o sobrenome grafado "Campelina". Seus registros no Brasil remontam ao século XVIII onde possivelmente por deturpação ou erro de registou passou a atual forma de Campolina.
Segundo o pesquisador Pedro Miguel, a família descende do abade Afonso Vilela da Silva, que teve filhos com Isabel de Bouro. Seria oriundo da freguesia de Coucieiro, no concelho de Vila Verde, a noroeste de Braga, em Portugal.
Um dos seus filhos, Geraldo da Silva teria sido tabelião que gerou a Pedro da Silva, almocreve e vendeiro, na freguesia de Germil, concelho de Ponte da Barca. Manuel da Silva, seu filho, foi o primeiro a receber a alcunha de "O Campelina" (ou já Campolina).
No Brasil, Manuel Antônio da Silva Campolina foi agricultor e constituiu tropa de burros, participando da comercialização de produtos, tendo ficado "...abundante de bens..." conforme descrito em seu testamento, localizado no Museu Regional de São João del-Rei, estado de Minas Gerais.
Seu descendente Cassiano Campolina, foi o criador de uma raça de cavalos a qual, depois de sua morte, recebeu o nome de Campolina e, com a incrementação do plantel, feito pelos novos proprietários de sua criação, obteve reconhecimento e espalhou-se pelo país.